# Брюссельський саміт НАТО 2017
Брюссе́льський са́міт НА́ТО 2017 (англ. 2017 Brussels summit) — 28-а зустріч на вищому рівні глав держав та голів урядів країн-учасниць Північноатлантичного альянсу, яка відбулась 25-26 травня 2017 у Брюсселі в новій штаб-квартирі НАТО.
Це перший саміт НАТО для новообраних Президента США Дональда Трампа та Президента Франції Еммануеля Макрона.
На саміті обговорювався ряд важливих тем, серед яких — боротьба з тероризмом, збільшення оборонних витрат і справедливий розподіл їх між членами альянсу, вступ Чорногорії до НАТО, події в Україні, а також відносини НАТО-Росія.